# Austmusia
Austmusia is een spinnengeslacht uit de familie Desidae. 

## Soorten
- Austmusia kioloa Gray, 1983
- Austmusia lindi Gray, 1983
- Austmusia wilsoni Gray, 1983